# 天津市生态环境局
天津市生态环境局是中华人民共和国天津市人民政府主管负责本市环境保护工作的职能部门组成部門。

## 下属机构
- 办公室
- 人事处
- 生态城市建设办公室
- 财务计划处
- 总量控制处
- 水环境保护处
- 大气环境保护处
- 固体废物及物理污染管理处
- 生态保护处
- 开发管理处
- 科技标准处
- 国际合作处
- 法制处
- 研究室
- 排污权交易办公室
- 纪检监察处
- 老干部处
- 滨海新区分局
- 机关党委[1]

## 直属单位
- 天津市环境保护科学研究院
- 天津市环境监测中心
- 天津市环境监察总队
- 天津市环境保护宣传教育中心
- 天津市环境保护科技信息中心
- 天津市治理工业污染基金管理办公室
- 天津蓟县上元古界国家自然保护区管理处
- 天津市环境保护局机关服务中心
- 天津市固体废物及有毒化学品管理中心
- 天津市环境工程评估中心
- 天津市环保技术开发中心和环境影响评价中心
- 辐射环境管理所[2]